# De vier seizoenen
De vier seizoenen zijn een landschapscyclus van Joos de Momper gestoffeerd met figuren door Jan Brueghel I. De eikenhouten panelen, telkens 56 x 97 cm, zijn niet gesigneerd of gedateerd. Ze zouden geschilderd zijn in de periode 1612-1620 en hangen in het Herzog Anton Ulrich-Museum van Braunschweig.

## Opdracht en auteurschap
Het is bekend dat De Momper en Brueghel samenwerkten. De laatste noteerde in 1612/13 dat hij voor 160 florijnen figuren gemaakt had voor de vier seizoenen van De Momper. Of het om de reeks in Braunschweig gaat, is niet absoluut zeker. Afgaand op de herkenbare elementen (het silhouet van Brussel, het speelhuis bij Antwerpen) is de cyclus gemaakt in opdracht van een rijke Brabantse stedeling. Klaarblijkelijk was hij in het bezit van de Antwerpenaar Jeremias Wildens (1621-1653), in wiens nalatenschap vier tyden des jaers van Momper zijn gedocumenteerd. Zoals eerder De twaalf maanden van Bruegel, werd de seizoenenreeks verworven door een Duitse vorst. Ze ging in 1697 deel uitmaken van de collectie van hertog Anton Ulrich van Brunswijk-Wolfenbüttel.

## Stijl
Typisch voor De Momper is dat de cyclus nog kenmerken vertoont van maniëristische wereldlandschappen maar reeds neigt naar het naturalisme dat in de Hollandse school tot volle ontplooiing zou komen. Vooral de weergave van de atmosfeer is ongeëvenaard realistisch. Diepte wordt gecreëerd door het Vlaamse kleurenschema van bruin-rood in de voorgrond, groene bebossing in het middendeel en lila-blauwe verten.

## Voorstelling
De landschappen en stadsgezichten op de vier schilderijen zijn gecomponeerd maar bevatten toch herkenbare elementen. Op de Lente zien we een stadssilhouet dat gelijkt op een tekening van Brussel door Jan van Goyen, en op de Zomer en de Herfst is een speelhuis bij Antwerpen afgebeeld dat eerder getekend was door Adriaen Collaert en Jacob Grimmer (de elfde prent van hun twaalfdelige reeks).
| Lente |  | Zomer |
| |  | |
| Door grote stapelwolken schijnt de zon op een bleekweide. Wegtrekkende neerslag, zoals blijkt uit de bleke regenboog rechts, symboliseert het einde van de winter. De stad op de heuvel is Brussel. Iedereen is druk in de weer. De vrouwen wassen en bleken het linnen. De boer die mest op zijn kar laadt, is een onderwerp dat haast niet eerder op paneel was gezet. |  | Onder een late zomerzon komen links uit het bos twee driespannen aangereden. Het gebouw in het midden is een speelhuis dat buiten Antwerpen lag. Aan de oever van de vijver ligt een schaapskooi. |

| Herfst |  | Winter |  |
| |  | |  |
| Links zien we een dorp, rechts het Antwerpse speelhuis in een vijver. Er wordt vuur gemaakt en een kudde varkens wordt naar het bos gedreven om voedsel te zoeken. Anderen sprokkelen of hakken hout en laden het op een kar. |  | Het winterschilderij toont een inkijkje in een winterse feestdag. Links kopen families speciale koeken en broden bij de bakker. Uit de stadspoort komen schoolkinderen aangelopen die elk een deuvekater onder de arm hebben. Een man met een hond staat klaar om hen liedbladen en papieren kronen te verkopen. |  |

## Voetnoten
1. ↑  Li quattro stagioni f del Momper, et l'altro fatto in Casa, li figuri fatto del mio mane a 40 fiorina per pezzo.
2. ↑  In diens schetsboek bewaard in de Staatliche Kunstsammlungen Dresden